# Fortaleza de Kilburn
La Fortaleza de Kilburn fue una plaza fortificada en la Tartaria menor, que hicieron construir los turcos en la embocadura del río Dnieper y a la parte opuesta de Oczakow sobre una lengua de tierra muy estrecha que salía del Mar Negro. Los rusos la tomaron y destruyeron en 1736, restablecida por los turcos en 1737 y cedida con la Crimea a Rusia en 1774, y no obstante los turcos la atacaron varias veces, pero infructosamente, y en la misma legua de tierra de Kilburn obtuvo Aleksandr Suvórov sobre los turcos memorable victoria.
A 7 de agosto mandó arrasar Burchardo Cristóbal, Conde De Münich (1683-), las fortificaciones y las líneas, como también la fortaleza de Kilburn y volvió hácia las fronteras de Ucrania, porque allí marchaba el ejército turco (Louis Moreri: El gran diccionario histórico, París, 1753)

## Características
- Formaba un cuadrado
- Sus cuatro lados medían 1.300 pies de longitud cada uno
- Las obras de fortificación constaban de lo siguiente:
  - Un frente abaluartado con orejones por el lado que miraba el istmo
  - En la parte opuesta tres torreones con baluartes
  - Las cortinas estaban acasamatadas
  - En el interior del fuerte principal se elevaban dos magníficos edificios